# Gary Muller
Pour les articles homonymes, voir Muller.
Gary Muller, né le 27 décembre 1964 à Durban, est un ancien joueur de tennis professionnel sud-africain, spécialiste du double.
Jamais vainqueur en simple, il atteint néanmoins trois demi-finales en 1990 à Memphis, Newport et Los Angeles, ainsi que deux autres en 1991 à Hong Kong et Manchester où il sera battu par le futur vainqueur, Goran Ivanišević.
Dans les tournois du Grand Chelem, il a disputé les demi-finales en double à l'US Open en 1986 à sa première participation, mais aussi à Wimbledon en 1988, à l'Open d'Australie en 1990 et une nouvelle fois à Wimbledon en 1993.
Il compte deux sélections en équipe d'Afrique du Sud de Coupe Davis en 1995 et 1996 où il joue en double avec Wayne Ferreira.

## Palmarès

### Titres en double (8)
| No | Date       | Nom et lieu du tournoi            | Catégorie    | Dotation  | Surface         | Partenaire    | Finalistes                          | Score         |  |
| -- | ---------- | --------------------------------- | ------------ | --------- | --------------- | ------------- | ----------------------------------- | ------------- |  |
| 1  | 20-07-1987 | OTB Open Schenectady              |              | 89 400 $  | Dur (ext.)      | Gary Donnelly | Brad Pearce Jim Pugh                | 7-6, 6-2      |  |
| 2  | 24-07-1989 | Sovran Bank Classic Washington    |              | 297 500 $ | Dur (ext.)      | Neil Broad    | Jim Grabb Patrick McEnroe           | 6-7, 7-6, 6-4 |  |
| 3  | 01-10-1990 | Grand Prix de Toulouse Toulouse   | World Series | 260 000 $ | Dur (int.)      | Neil Broad    | Michael Mortensen Michiel Schapers  | 7-6, 6-4      |  |
| 4  | 08-07-1991 | Suisse Open Gstaad                | World Series | 275 000 $ | Terre (ext.)    | Danie Visser  | Guy Forget Jakob Hlasek             | 7-6, 6-4      |  |
| 5  | 14-10-1991 | CA Tennis Trophy Vienne           | World Series | 225 000 $ | Moquette (int.) | Anders Järryd | Jakob Hlasek Patrick McEnroe        | 6-4, 7-5      |  |
| 6  | 20-04-1992 | KAL Cup Korea Open Séoul          | World Series | 145 000 $ | Dur (ext.)      | Kevin Curren  | Kelly Evernden Brad Pearce          | 7-6, 6-4      |  |
| 7  | 18-10-1993 | Grand Prix de tennis de Lyon Lyon | World Series | 575 000 $ | Moquette (int.) | Danie Visser  | John-Laffnie de Jager Stefan Kruger | 6-3, 7-6      |  |
| 8  | 10-02-1997 | Sybase Open San José              | World Series | 303 000 $ | Dur (int.)      | Brian MacPhie | Mark Knowles Daniel Nestor          | 4-6, 7-6, 7-5 |  |

### Finales en double (12)
| No | Date       | Nom et lieu du tournoi                  | Catégorie              | Dotation    | Surface         | Vainqueurs                         | Partenaire    | Score         |          |
| -- | ---------- | --------------------------------------- | ---------------------- | ----------- | --------------- | ---------------------------------- | ------------- | ------------- | -------- |
| 1  | 14-11-1988 | Altech South African Open Johannesburg  |                        | 297 500 $   | Dur (int.)      | Kevin Curren David Pate            | Tim Wilkison  | 7-6, 6-4      |          |
| 2  | 06-08-1990 | Thriftway ATP Championships Cincinnati  | Championship Series SW | 1 020 000 $ | Dur (ext.)      | Darren Cahill Mark Kratzmann       | Neil Broad    | 7-6, 6-4      |          |
| 3  | 24-09-1990 | Swiss Indoors Bâle                      | World Series           | 450 000 $   | Dur (int.)      | Stefan Kruger Christo van Rensburg | Neil Broad    | 4-6, 7-6, 6-3 |          |
| 4  | 10-02-1992 | Federal Express International Memphis   | Championship Series    | 630 000 $   | Dur (int.)      | Todd Woodbridge Mark Woodforde     | Kevin Curren  | 7-5, 4-6, 7-6 |          |
| 5  | 19-04-1993 | KAL Cup Korea Open Séoul                | World Series           | 175 000 $   | Dur (ext.)      | Jan Apell Peter Nyborg             | Neil Broad    | 5-7, 7-6, 6-2 |          |
| 6  | 07-06-1993 | The Stella Artois Championships Londres | World Series           | 600 000 $   | Gazon (ext.)    | Todd Woodbridge Mark Woodforde     | Neil Broad    | 6-7, 6-3, 6-4 |          |
| 4  | 19-07-1993 | MercedesCup Stuttgart                   | Championship Series    | 915 000 $   | Terre (ext.)    | Tom Nijssen Cyril Suk              | Piet Norval   | 7-6, 6-3      |          |
| 8  | 25-10-1993 | Stockholm Open Stockholm                | Super 9                | 1 400 000 $ | Moquette (int.) | Todd Woodbridge Mark Woodforde     | Danie Visser  | 7-6, 5-7, 7-6 |          |
| 9  | 13-06-1994 | Gerry Weber Open Halle                  | World Series           | 500 000 $   | Gazon (ext.)    | Olivier Delaitre Guy Forget        | Henri Leconte | 6-4, 6-7, 6-4 |          |
| 10 | 10-10-1994 | IPB Czech Indoor Ostrava                | World Series           | 290 000 $   | Moquette (int.) | Martin Damm Karel Nováček          | Piet Norval   | 6-4, 1-6, 6-3 |          |
| 11 | 06-03-1995 | Newsweek Champions Cup Indian Wells     | Super 9                | 1 800 000 $ | Dur (ext.)      | Tommy Ho Brett Steven              | Piet Norval   | 6-4, 7-6      | Parcours |
| 12 | 07-10-1996 | Salem Open Pékin                        | World Series           | 303 000 $   | Moquette (int.) | Martin Damm Andreï Olhovskiy       | Patrik Kühnen | 6-4, 7-5      |          |